# Bernard Purdie
Bernard "Pretty" Purdie, född 11 juni, 1939, är en amerikansk trummis och studiomusiker från Elkton, Maryland. 
1960 flyttade han till New York och började spela in med olika kända soul-, rock-, pop- och jazzmusiker. Han har turnerat med saxofonisten King Curtis, trumpetaren Dizzy Gillespie, och saxofonisten Hank Crawford och var musikalisk regissör åt Aretha Franklin i fem år under 1970-talet. Han har också framträtt på konserter med trummisen Max Roach. 
Purdie är ansedd att vara en inflytelserik och innovativ exponent av funk och är känd för sin "rullande" shuffle-stil som han kallar "the Purdie shuffle". Två exempel på "the Purdie shuffle" kan höras på Steely Dans låtar "Home at Last" och "Babylon Sisters". Han är även listad att vara en av uppfinnarna av musikstilen "Acid Jazz". Enligt Drummerworld.com, "kollegor beskriver trummisens stil som den 'funkigaste soulkänslan' i branschen".

## Diskografi (i urval)

### Soloalbum
- 1968 - Soul Drums
- 1968 - Soul Fingers
- 1971 - Purdie Good
- 1972 - Soul Is...Pretty Purdie
- 1999 - Get It While You Can

### Som studiomusiker
- 1969 - You Never Know Who — Al Kooper
- 1969 - Young, Gifted and Black — Aretha Franklin
- 1969 - Coryell — Larry Coryell
- 1970 - Completely Well — B. B. King
- 1970 - Hoboken Saturday Night — Robert Palmer's Insect Trust
- 1970 - Harlem River Drive — med Eddie Palmieri
- 1971 - Aretha Live at Fillmore West — Aretha Franklin
- 1971 - Live At Fillmore West — King Curtis
- 1971 - Fairyland — Larry Coryell
- 1971 - Push, Push — Herbie Mann
- 1973 - Guess Who — B. B. King
- 1973 - Foreigner — Cat Stevens
- 1974 - Come Together — Jimmy McGriff
- 1974 - I Can Stand A Little Rain — Joe Cocker
- 1975 - Teasin' — Cornell Dupree
- 1977 - Aja — Steely Dan
- 1977 - Home In The Country — Pee Wee Ellis
- 1977 - You Can't Make Love Alone — Eddie "Cleanhead" Vinson
- 1978 - Luxury You Can Afford — Joe Cocker
- 1980 - Gaucho — Steely Dan
- 1988 - Blue To The Bone — Jimmy McGriff
- 1996 - Paint It Blue — Nils Landgren

## Videolänkar
- Bernard Purdie RBMA video lecture session Pt.1
- Bernard Purdie RBMA video lecture session Pt.2
- Bernard Purdie RBMA video lecture session Pt.3
- Bernhard Purdie video interview